# Chiyoda

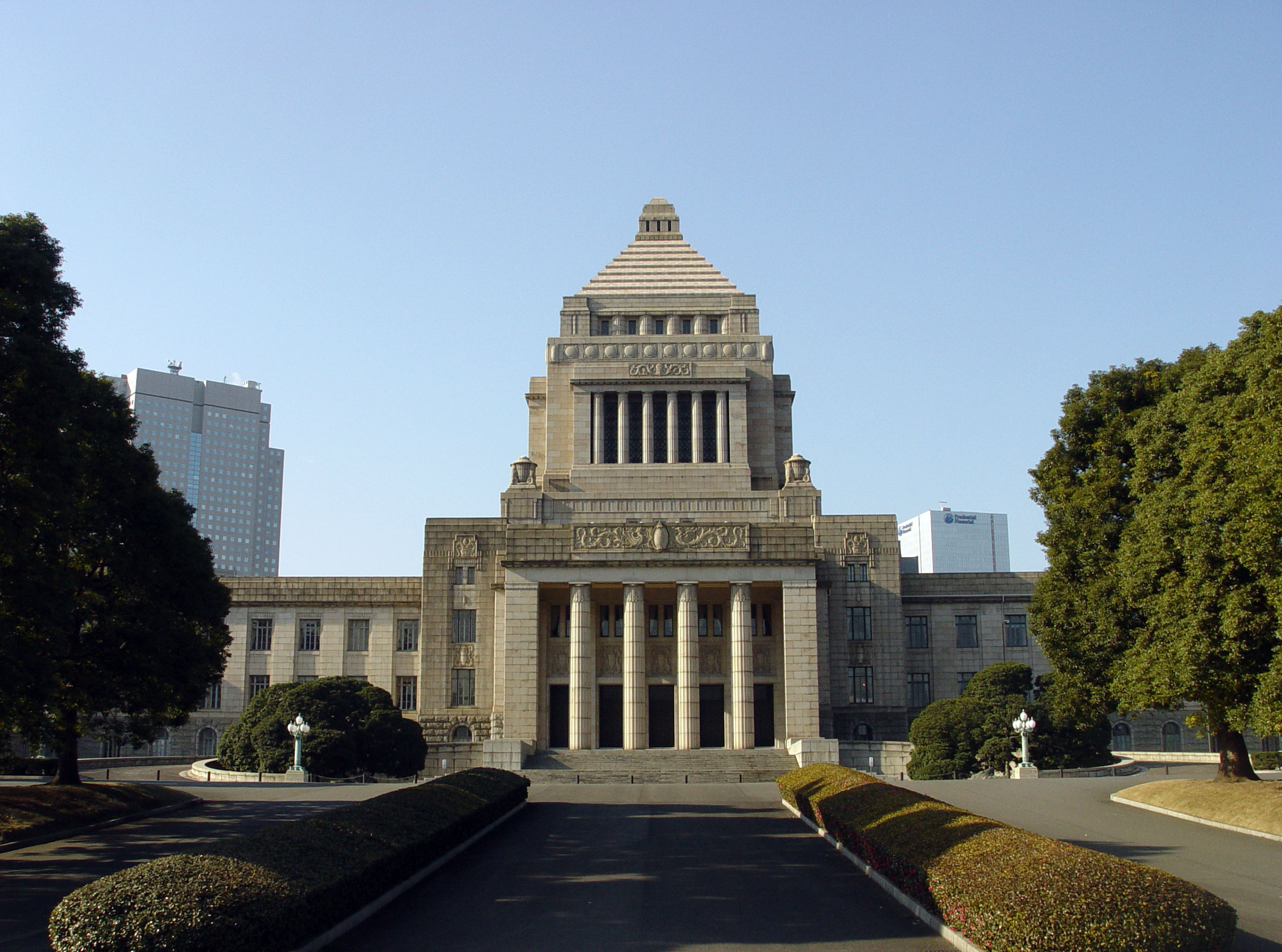
Parlamentsgebäude in Chiyoda

Ōtemon, das große Tor der Burg Edo

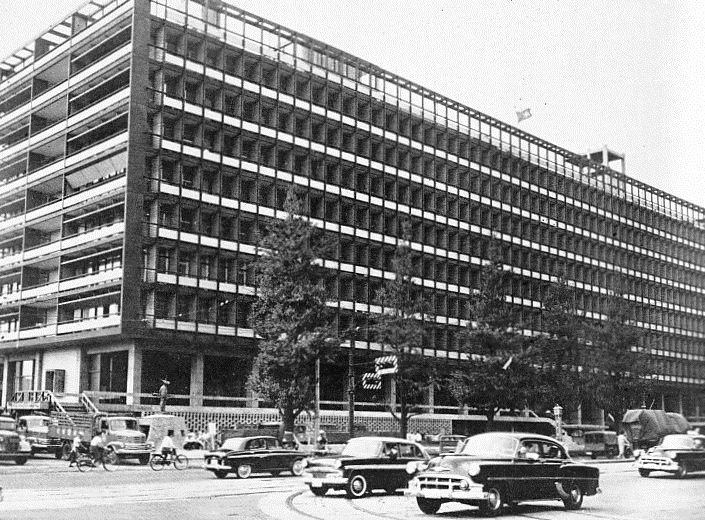
Das 1957 fertiggestellte ehemalige Gebäude der Präfekturverwaltung Tokio (Tōkyō-to-chōsha, engl. Tokyo Metropolitan Government Building) in Marunouchi um 1960.

Chiyoda (japanisch 千代田区 Chiyoda-ku, deutsch ‚Bezirk Chiyoda‘, englisch Chiyoda City oder wörtlich Chiyoda Ward) ist einer der 23 „Sonderbezirke“ im Osten der japanischen Präfektur Tokio. Der Bezirk liegt im Zentrum Tokios, der Hauptstadt Japans, und ist Standort des Kaiserpalasts, des nationalen Parlaments, des Amtssitzes des Premierministers sowie zahlreicher weiterer Regierungseinrichtungen. Außerdem befinden sich die Hauptsitze zahlreicher Großunternehmen in Chiyoda.
Mit ca. 67.000 Einwohnern ist Chiyoda mit Abstand der bevölkerungsärmste Bezirk Tokios und damit – abgesehen von den abgelegenen Pazifikinseln und dem Landkreis Nishitama – die nach Einwohnerzahl kleinste Gemeinde der Präfektur Tokio. Die über 44.000 Unternehmen, die in Chiyoda ihren Sitz haben, bieten fast 900.000 Menschen Arbeit, so dass die Tagesbevölkerung jedoch mehr als 20 Mal so hoch ist wie die Nachtbevölkerung. Der Name Chiyoda, wörtlich „Feld der tausend Generationen“, stammt noch von der Burg Edo, in der bis zur Meiji-Restauration der Shōgun residierte.

## Geschichte
Der Bezirk Chiyoda besteht aus dem Kaiserpalast, der ehemaligen Burg Edo, und den umgebenden Gebieten im Radius von etwa einem Kilometer. Bereits zur Edo-Zeit war der Kaiserpalast als Sitz des Shōgun das politische Zentrum Japans. Um die Burg herum lagen die Residenzen der einzelnen Daimyō, die dazu verpflichtet waren, ihre Familien nach Edo zu bringen und selbst dort die Hälfte ihrer Zeit zu verbringen. 1860 wurde der Shōgunatsbeamte Ii Naosuke vor dem Sakurada-Tor der Burg Edo ermordet. Im Boshin-Krieg kapitulierte Edo abgesehen von einigen Shogunatsvasallen, die die Kapitulation nicht mittrugen und in der Schlacht von Ueno unterlagen, kampflos und fiel im Juli 1868 an die neue Regierung.
Während der Meiji-Restauration wurden 1871 die Daimyate abgeschafft und durch Präfekturen ersetzt und das Land von der neuen Zentralregierung konfisziert. Edo und damit auch Chiyoda waren aber nicht Teil eines Daimyats, sondern von jeher Shogunatsland, damit mit der Restauration kaiserliche Domäne und schon seit 1868 Teil der Präfektur (-fu) Tokio. In der Burg residierte von nun an der Kaiser, während einige der wegen des Sankin kōtai in Edo eingerichteten Residenzen der Daimyō für Regierungsgebäude genutzt wurden.
1932 fand hier das Attentat auf den Premierminister Inukai Tsuyoshi statt. Auch der Putschversuch vom 26. Februar 1936 hatte sein Zentrum in Chiyoda.
Ein stadtfreier, mit kommunaler Selbstverwaltung ausgestatteter [„Sonder-“]Bezirk ([tokubetsu]-ku) wurde Chiyoda am 15. März 1947 durch die Vereinigung von zwei ehemaligen Stadtbezirken der 1943 abgeschafften Stadt (-shi) Tokio, namentlich Kanda, des nordöstlichen Bereichs um den Bahnhof Akihabara herum, und Kōjimachi, des Kaiserpalastes und ehemaligen Samuraiviertels der Stadt Tokio. Bis 1991, als die Präfekturverwaltung nach Shinjuku umzog, war Chiyoda Verwaltungssitz der Präfektur (-to) Tokio.
Am 30. August 1974 verübte die East Asia Anti-Japan Armed Front einen Bombenanschlag auf die Zentrale der Mitsubishi Heavy Industries mit 8 Toten und 376 Verletzten. Der Giftgasanschlag der Ōmu Shinrikyō (Aum-Sekte) auf die Tokioter U-Bahn am 20. März 1995 wurde durchgeführt, als die Züge gerade den Bezirk Chiyoda durchquerten.

## Stadtteile
Der Bezirk Chiyoda besteht unter anderem aus folgenden Stadtteilen (Für eine vollständige Aufzählung, siehe Liste der Stadtteile des Tokioter Bezirks Chiyoda):
- Der namensgebende Stadtteil Chiyoda liegt im Zentrum des Bezirks und besteht nur aus dem Palast mit dem Kaiserlichen Hofamt und dem für die Öffentlichkeit zugänglichen „östlichen Garten“ (Higashi-Gyoen)
  - Unmittelbar nördlich liegt der Kitanomaru-Park, der der Adresse nach einen eigenen Stadtteil bildet, dort steht das Nippon Budōkan, eine Kampfsporthalle, die auch für große Konzerte genutzt wird.
  - Ebenfalls nominell einen eigenen Stadtteil bildet Kōkyo-gaien, die „äußeren Palastgärten“, de facto nicht mehr als der weitläufige östliche Vorplatz des Palastgeländes. Nach dem Krieg wurde er vom Palast getrennt und ist zusammen mit dem Kitanomaru-Park „Volkspark“ (国民公園, kokumin kōen; vom Umweltministerium verwaltete Sonderkategorie für ehemals kaiserliche Parks und Friedhöfe).[2] In der unmittelbaren Nachkriegszeit war er Schauplatz politischer Kundgebungen und Demonstrationen, darunter der „blutige Maifeiertag“ (Chi no May Day) von 1952.
- Im Westen und Südwesten des Palasts schließen sich drei Stadtteile an, die Sitz der wichtigsten Verfassungsorgane sind:
  - Nagatachō, wo sich das Parlamentsgebäude und der Sitz des Premierministers befinden,
  - Kasumigaseki, wo die meisten Ministerien und Behörden der Zentralregierung ihren Sitz haben, und
  - Hayabusachō, Standort des Obersten Gerichtshofs und außerdem des Nationaltheaters.
- Südlich des Palastes liegt Hibiya, die Gegend um den Hibiya-Park, einen großen Park.
- Östlich des Palasts befinden sich mehrere Stadtteile, in denen vor allem Bürogebäude großer Unternehmen stehen:
  - Marunouchi: Befindet sich im Südosten zwischen dem Bahnhof Tokio und dem Kaiserpalast. Seit der Meiji-Zeit ist er ein Geschäfts- und Bankenviertel mit dem Sitz der größten Banken und Versicherungen Japans. Hier liegt auch das Tōkyō Kokusai Forum, engl. Tokyo International Forum, ein modernes Kongresszentrum auf dem Gelände der früheren Präfekturverwaltung und des Rathauses der früheren Stadt Tokio.
  - Ōtemachi: Befindet sich nördlich von Marunouchi und ist Teil des Geschäftsviertels um dem Bahnhof Tokio.
  - Yūrakuchō befindet sich südlich von Marunouchi und ist ebenfalls Teil des Geschäftsviertels um dem Bahnhof Tokio. In der Besatzungszeit residierte hier General Douglas MacArthur.
- Nördlich und nordwestlich des Kaiserpalasts liegt Kudan. Hier befindet sich der Yasukuni-Schrein und der Umsteigebahnhof Kudanshita. Außerdem liegt hier das Rathaus von Chiyoda.
- Im Nordosten des Bezirks liegt Kanda, das zur Zeit der Stadt Tokio ein eigener Stadtbezirk war. Hier liegt der bekannte Elektronikbezirk Akihabara, der Kanda-Schrein und die Auferstehungskathedrale Tokio (Nikolai-dō), die Hauptkirche der Orthodoxen Kirche in Japan.
  - Jimbō-chō ist für seine große Zahl von Buchläden und Antiquariaten bekannt, in der Nähe befinden sich Standorte mehrerer Hochschulen.
- Nordwestlich des Regierungsviertels liegen:
  - Kioichō, wo sich die weitläufigen Komplexe des New Otani und des Akasaka Prince Hotels und die Sophia-Universität befinden,
  - Kōjimachi, ein älteres Wohn- und Geschäftsviertel, das namensgebend für den Stadtbezirk Kōjimachi war, neben Kanda der zweite Vorläufer des Bezirks Chiyoda; hier liegt unter anderem die St.-Ignatius-Kirche, und
  - die sogenannten Banchō, sechs durchnummerierte Viertel (von Ichibanchō bis Rokubanchō), die ihre Namen der militärischen Organisation des Shōguns in der Edo-Zeit verdanken; hier befinden sich heute unter anderem die Botschaften des Vereinigten Königreichs, Irlands und Israels sowie der Nationalfriedhof Chidorigafuchi.

## Verkehr
- Straße:
  - Shuto-Autobahnen: C1 Innerer Ring, Nr. 1 Ueno-Linie, Nr. 3 Shibuya-Linie, Nr. 4 Shinjuku-Linie, Nr. 5 Ikebukuro-Linie, Y Yaesu-Linie
  - Nationalstraße 1, nach Chūō oder Osaka
  - Nationalstraße 4, nach Chūō oder Aomori
  - Nationalstraße 20 (Kōshū Kaidō), nach Chūō oder Shiojiri
  - Nationalstraße 246, nach Numazu
- Zug:
  - Der Bahnhof Tokio ist der Zielbahnhof aller Shinkansen nach Tokio. Der Tōkaidō-Shinkansen von JR Central fährt zum Bahnhof Shin-Ōsaka, der Tōhoku-Shinkansen nach Hachinohe, der Jōetsu-Shinkansen nach Niigata und der Nagano-Shinkansen nach Nagano, jeweils von JR East betrieben. Des Weiteren gibt es einen Transferservice zum Yamagata-Shinkansen nach Fukushima und zum Akita-Shinkansen nach Akita, ebenfalls von JR East betrieben.
  - JR East:
    - Tōkaidō-Hauptlinie, von Tokio nach Kōbe
    - Yokosuka-Linie, von Tokio nach Yokosuka
    - Yamanote-Linie (Ringlinie), von Akihabara, Kanda, Tokio oder Yūrakuchō
    - Keihin-Tōhoku-Linie, von Akihabara, Kanda, Tokio oder Yūrakuchō nach Ōmiya oder Kamakura
    - Tōhoku-Hauptlinie, von Tokio nach Sendai, Morioka oder Aomori
    - Chūō-Hauptlinie, von Tokio, Kanda, Ochanomizu, Suidōbashi, Iidabashi, Ichigaya oder Yotsuya, nach Nagoya
    - Sōbu-Hauptlinie (Sōbu-Schnelllinie), von Tokio nach Chōshi
    - Chūō-Sōbu-Linie, von Yotsuya, Ichigaya, Iidabashi, Suidōbashi, Ochanomizu oder Akihabara nach Mitaka oder Chiba
    - Keiyō-Linie, von Tokio nach Chiba

  - Tōkyō Metro
    - Ginza-Linie, von Tameike-Sanno, Kanda oder Suehirochō nach Shibuya oder Taitō
    - Marunouchi-Linie, von Kokkai-Gijidō-mae, Kasumigaseki, Tokio, Ōtemachi, Ochanomizu nach Suginami oder Ikebukuro
    - Hibiya-Linie, von Kasumigaseki oder Hibiya nach Meguro oder Adachi
    - Tōzai-Linie, von Iidabashi, Kudanshita, Takebashi oder Ōtemachi nach Nakano oder Funabashi
    - Chiyoda-Linie, von Kokkai-Gijidō-mae, Kasumigaseki, Hibiya, Nijūbashi-mae, Ōtemachi oder Shin-Ochanomizu nach Shibuya oder Adachi
    - Yūrakuchō-Linie, von Iidabashi, Ichigaya, Kōjimachi, Nagatachō, Sakuradamon oder Yūrakuchō nach Wakō oder Kōtō
    - Hanzōmon-Linie, von Nagatachō, Hanzōmon, Kudanshita, Jimbōchō oder Ōtemachi nach Shibuya oder Sumida
    - Namboku-Linie, von Tameike-Sannō oder Nagatachō nach Shinagawa oder Kita

  - Toei
    - Mita-Linie, von Uchisaiwaichō, Hibiya, Ōtemachi oder Jimbōchō nach Shinagawa oder Itabashi
    - Shinjuku-Linie, von Ichigaya, Kudanshita, Jimbōchō, Ogawamachi oder Iwamotochō nach Shinjuku oder Ichikawa

  - MIR Tsukuba-Express, von Akihabara nach Tsukuba

## Bildung
In Chiyoda befinden sich eine bezirksbetriebene, zwei präfekturbetriebene und zahlreiche private Oberschulen. Unter anderem zwei renommierte private Universitäten haben ihren Hauptsitz in Chiyoda, die jesuitische Sophia-Universität und die Hōsei-Universität, eine der elitären Sechs Universitäten von Tokio. Daneben unterhalten die zentralstaatliche Hitotsubashi-Universität und mehrere private Hochschulen Campus im Bezirk, vor allem in Kudan und Kanda im Norden und Nordosten.
Daneben befinden sich mehrere Gedächtnisinstitutionen in Chiyoda, darunter die Nationale Parlamentsbibliothek, das Nationalarchiv, die Bibliothek Chiyoda (千代田図書館, Chiyoda Toshokan), die Yonbanchō-Bibliothek (四番町図書館, Yonbanchō Toshokan), die Kanda-Machikado-Bibliothek (神田まちかど図書館, ~ Toshokan), die Shōhei-Machikado-Bibliothek (昌平まちかど図書館, ~ Toshokan), das Wissenschaftsmuseum Tokio (科学技術館, Kagaku Gijutsukan), das Hauptgebäude und die Kunsthandwerksgalerie des Nationalmuseums für moderne Kunst, das Idemitsu-Kunstmuseum, das Nationale Showa-Gedächtnismuseum, das Mitsuo-Aida-Museum oder die frühere Sammlung der Satake-Fürstenfamilie Senshū Bunko.

## Politik
- KPJ: 1
- KDP: 2
- DVP: 1
- Tomin First: 2
- Ishin: 2
- Unabhängige: 6
- Kōmeitō: 2
- LDP: 9

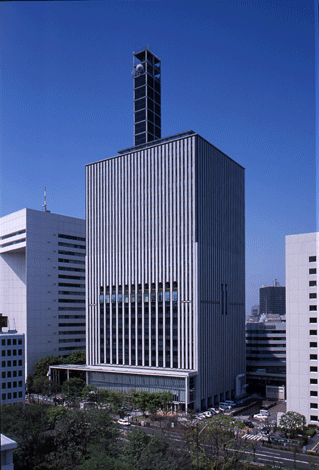
Das Rathaus von Chiyoda im Stadtteil Kudan-Minami

Bürgermeister von Chiyoda ist seit 2021 der unabhängige ehemalige Tomin-First-Präfekturparlamentsabgeordnete Takaaki Higuchi. Im Februar 2025 wurde er gegen die Wirtschaftsprüferin Saori Satō und drei weitere Herausforderer für eine zweite Amtszeit wiedergewählt. Die Wahlbeteiligung sank auf ein Rekordtief von 39,11 %.
Das Kommunalparlament hat regulär 25 Mitglieder und wird bei einheitlichen Regionalwahlen (zuletzt: 2023) gewählt. 2023 bewarben sich 41 Kandidaten, 584 Stimmen genügten für eine Wahl.
Für das Präfekturparlament hat der Bezirk das zweithöchste Stimmgewicht vor dem Inselwahlkreis. Der Einmandatswahlkreis wurde für mehr als vier Jahrzehnte von Liberaldemokraten vertreten, bevor bei der Wahl 2009 der damals 26 Jahre alte Demokrat Zenkō Kurishita die Siegesserie beendete. Bei der Wahl 2013 gewann der Liberaldemokrat Shigeru Uchida, der den Sitz vorher seit 1989 gehalten hatte, Chiyoda für die LDP zurück. Zur Wahl im Juli 2017 zog sich Uchida zurück, bei der präfekturweiten LDP-Erdrutschniederlage ging Chiyoda an Takaaki Higuchi von Koikes Präfekturpartei Tomin First no Kai. Nach seiner Bürgermeisterkandidatur war der Sitz vakant. Bei der Wahl 2021 ging der Sitz an den Tomin-First-Kandidaten Keishō Taira, vorher Abgeordneter für Itabashi.
Für das nationale Abgeordnetenhaus bildet Chiyoda seit 2024 zusammen mit Shinjuku den Wahlkreis Tokio 1, den bei der Abgeordnetenhauswahl 2024 der Konstitutionelle Demokrat Banri Kaieda (32,0 %) wieder gegen die Liberaldemokratin Miki Yamada (30,9 %) gewann.

## Söhne und Töchter der Stadt
- Mizuhara Shūōshi (1892–1981), Haiku-Dichter
- Yamashina Yoshimaro (1900–1989), Ornithologe
- Michiko de Kowa-Tanaka (1909–1988), Sängerin und Schauspielerin
- Hiroshi Teshigahara (1927–2001), Filmregisseur
- Hideo Shiraki (1933–1972), Jazzmusiker
- Kaoru Yosano (1938–2017), Politiker
- Shinji Hirai (* 1961), Politiker
- Noriko Hidaka (* 1962), Synchronsprecherin, Schauspielerin, Sängerin
- Masayoshi Haneda (* 1976), Schauspieler
- Mashu Baker (* 1994), Judoka und Olympionike

## Angrenzende Städte und Gemeinden
- Tokio: Stadtbezirke Chūō, Minato, Shinjuku, Taitō, Bunkyō